# Dipodomys nelsoni
Dipodomys nelsoni är en däggdjursart som beskrevs av Clinton Hart Merriam 1907. Dipodomys nelsoni ingår i släktet känguruspringmöss, och familjen påsmöss. Inga underarter finns listade i Catalogue of Life. Populationen infogades tidvis i Dipodomys spectabilis.

## Utseende
Med en absolut längd av 260 till 330 mm, inklusive en 122 till 200 mm lång svans och med en vikt av 55 till 100 g är arten en stor känguruspringmus. Bakfötterna är 44 till 50 mm långa och öronen är 12 till 17 mm stora. Djuret är lite mindre än Dipodomys spectabilis och den vita svansspetsen är kortare. Huvudet och ögonen är påfallande stora. Den gulbruna färgen på ovansidan blir fram till sidorna intensivare och den får röda nyanser. Nära kroppen är svansen på toppen svart och det finns vita linjer längs sidorna.

## Utbredning och ekologi
Denna gnagare förekommer i norra Mexiko på en större högplatå. Utbredningsområdet sträcker sig från norra Coahuila och södra Chihuahua till norra San Luis Potosi och södra Nuevo Leon. Den lever i halvöknar och öknar med några buskar och annan glest fördelad växtlighet.
Individerna gräver kupolformiga underjordiska bon som har flera ingångar. Upphittade honor var dräktiga med två ungar. Boets ingång ligger vanligen intill en buske av släktet Larrea eller Prosopis. Det finns förvaringsrum för frön och blad. Vid utgången skapas en hög som har en diameter av cirka 3 m och en höjd av 0,6 m.
För beståndet är inga hot kända. Hela populationen bedöms som stor. IUCN kategoriserar arten globalt som livskraftig.